# Чесько-словацький суперкубок
Чесько-словацький суперкубок (чех./словац. Česko-slovenský Superpohár) — щорічний футбольний матч між переможцями Кубка Чехії та Кубка Словаччини.

## Історія
В обох країнах протягом певного періоду часу проходив національний Суперкубок — матч між переможцем чемпіонату і володарем національного Кубка: чеський Суперкубок розігрувався в 2010—2015 роки, а Словацький — в 1993—2014 роках.
З 2015 року почались переговори між Футбольною асоціацією Чехії і Футбольною асоціацією Словаччини, щодо створення Чесько-словацького суперкубка, продовжуючи традицію Кубка ЧССР, форматом якого було проведення двох окремих турнірів — кубка Чехії та Словаччини, переможці яких у фіналі зустрічалися між собою і виборювали трофей.
Перший Чесько-словацький суперкубок відбувся 23 червня 2017 року. Першими переможцями стала чеська команда «Фастав» (Злін).

## Формат
Суперкубок грається в один матч без додаткового часу і пенальті, якщо рахунок нічийний після 90 хвилин гри. В 2017 році переможець отримав чеських крон 500,000 (€19,000), а переможений — половину цієї суми.

## Турніри
| Рік  | Чесько-словацький суперкубок | Чесько-словацький суперкубок | Чесько-словацький суперкубок | Чесько-словацький суперкубок                |
| Рік  | Переможець Кубка Чехії       | Результат                    | Переможець Кубка Словаччини  | Місце                                       |
| ---- | ---------------------------- | ---------------------------- | ---------------------------- | ------------------------------------------- |
| 2017 | «Фастав» (Злін)              | 1-1 6-5 пен.                 | «Слован»                     | «Мирослав Валента», Угерске Градіште, Чехія |